# Havana
Havana (în spaniolă La Habana), nume complet Villa de San Cristóbal de la Habana,  este capitala Republicii Cuba și în același timp o provincie independentă. Este un oraș-port major, și principalul centru comercial al Cubei. Cu o populație de 2,1 milioane de locuitori, și o suprafață totală de 728,26 km2 − Havana este cel mai mare oraș din Cuba atât după suprafață cât și după numărul populației, dar și cea mai mare zonă metropolitană din Caraibe. Orașul a fost fondat în 16 noiembrie 1519 de conquistadorul spaniol Diego Velázquez de Cuéllar. Havana are 2.201.610 de locuitori (2002), fiind al patrulea oraș ca mărime din Caraibe după Caracas și Maracaibo (din Venezuela) precum și Santo Domingo (din Republica Dominicană). Partea veche a orașului Havana se află din 1982 pe lista de locuri din patrimoniul mondial.

## Istoria
Orașul a fost fondat în 1515 într-un loc aflat în apropierea actualului oraș Batabanó. În 1519 Havana a fost mutată pe locația prezentă. Orașul s-a dezvoltat datorită poziției sale geografice într-un important port comercial și militar.
Orașul a avut mult de suferit din cauza piraților care erau atrași de navele spaniole și încărcătura lor: în 1538 a fost ars, în 1553 și 1555 a fost jefuit. În 1607 a devenit capitala coloniei spaniole Cuba. În 1762 a fost cucerită de Marea Britanie și cedată înapoi pentru Florida.

## Clima
| Date climatice pentru Havana                                      | Date climatice pentru Havana | Date climatice pentru Havana | Date climatice pentru Havana | Date climatice pentru Havana | Date climatice pentru Havana | Date climatice pentru Havana | Date climatice pentru Havana | Date climatice pentru Havana | Date climatice pentru Havana | Date climatice pentru Havana | Date climatice pentru Havana | Date climatice pentru Havana | Date climatice pentru Havana |
| Luna                                                              | Ian                          | Feb                          | Mar                          | Apr                          | Mai                          | Iun                          | Iul                          | Aug                          | Sep                          | Oct                          | Nov                          | Dec                          | Anual                        |
| ----------------------------------------------------------------- | ---------------------------- | ---------------------------- | ---------------------------- | ---------------------------- | ---------------------------- | ---------------------------- | ---------------------------- | ---------------------------- | ---------------------------- | ---------------------------- | ---------------------------- | ---------------------------- | ---------------------------- |
| Maxima medie °C (°F)                                              | 25.8 (78,4)                  | 26.1 (79)                    | 27.6 (81,7)                  | 28.6 (83,5)                  | 29.8 (85,6)                  | 30.5 (86,9)                  | 31.3 (88,3)                  | 31.6 (88,9)                  | 31.0 (87,8)                  | 29.2 (84,6)                  | 27.7 (81,9)                  | 26.5 (79,7)                  | 28,8 (83,8)                  |
| Media zilnică °C (°F)                                             | 22.2 (72)                    | 22.4 (72,3)                  | 23.7 (74,7)                  | 24.8 (76,6)                  | 26.1 (79)                    | 27.0 (80,6)                  | 27.6 (81,7)                  | 27.9 (82,2)                  | 27.4 (81,3)                  | 26.1 (79)                    | 24.5 (76,1)                  | 23.0 (73,4)                  | 25,2 (77,4)                  |
| Minima medie °C (°F)                                              | 18.6 (65,5)                  | 18.6 (65,5)                  | 19.7 (67,5)                  | 20.9 (69,6)                  | 22.4 (72,3)                  | 23.4 (74,1)                  | 23.8 (74,8)                  | 24.1 (75,4)                  | 23.8 (74,8)                  | 23.0 (73,4)                  | 21.3 (70,3)                  | 19.5 (67,1)                  | 21,6 (70,9)                  |
| Ploaie mm (inches)                                                | 64.4 (2.535)                 | 68.6 (2.701)                 | 46.2 (1.819)                 | 53.7 (2.114)                 | 98.0 (3.858)                 | 182.3 (7.177)                | 105.6 (4.157)                | 99.6 (3.921)                 | 144.4 (5.685)                | 180.5 (7.106)                | 88.3 (3.476)                 | 57.6 (2.268)                 | 1.189,2 (46,819)             |
| Umiditate [%]                                                     | 75                           | 74                           | 73                           | 72                           | 75                           | 77                           | 78                           | 78                           | 79                           | 80                           | 77                           | 75                           | 76,1                         |
| Nr. mediu de zile ploioase (≥ 1.0 mm)                             | 5                            | 5                            | 3                            | 3                            | 6                            | 10                           | 7                            | 9                            | 10                           | 11                           | 6                            | 5                            | 80                           |
| Sursă: World Meteorological Organisation (UN), Climate-Charts.com |                              |                              |                              |                              |                              |                              |                              |                              |                              |                              |                              |                              |                              |

## Cartiere
Havana este împărțit în 15 cartiere:
1. Arroyo Naranjo
2. Boyeros
3. Centro Habana
4. Cerro
5. Cotorro
6. Diez de Octubre
7. Guanabacoa
8. La Habana del Este
9. La Habana Vieja (orașul vechi)
10. La Lisa
11. Marianao
12. Playa (cu cartierul Miramar)
13. Plaza de la Revolución (cu renumitul cartier Vedado)
14. Regla
15. San Miguel del Padrón

## Personalități
- Juan Almeida, revoluționar și politician
- Miguel Barnet, poet și etnolog
- Sergio Fernández Barroso, compozitor
- Jorge Bolet, pianist
- Leo Brouwer, ghitarist și compozitor
- Martha Beatriz Roque Cabello, economistă și apărătoare de drepturile omului
- José Raúl Capablanca, campion mondial în șah
- Alejo Carpentier, scriitor cuban-francez
- Camilo Cienfuegos, revoluționar cubanez
- Celia Cruz, cântăreață
- Leinier Domínguez, campion mondial în șah
- Gloria Estefan, cântăreață
- Andy Garcia, actor
- Sergio Vitier García-Marruz, compozitor
- Franky Gee, cântăreț american și rapper
- Aleida Guevara, politician
- Carlos Gutierrez, fost președinte al companiei Kellogg Company
- Pedro Juan Gutiérrez, scriitor, pictor
- Tomás Gutiérrez Alea, producător de filme
- Armando Hart, revoluționar și politician
- José Lezama Lima, poet și eseist
- Dulce Maria Loynaz, poetă și membru al academiei Real Española
- José Martí, poet național al Cubei
- Julio Antonio Mella, conducător al studenților și membru fondator al Partidului Comunist în Cuba
- Maria Teresa Mestre, baroană de Luxemburg
- Rita Montaner, cântăreață și actriță
- Bola de Nieve, pianist și cântăreț
- Fernando Ortíz Fernández, politician și jurist
- César Pérez Sentenat, pianist și compozitor
- R. J. Pineiro, scriitor
- Felipe Poey, cercetător al naturii și scriitor
- Gonzalo Roig, compozitor
- Gonzalo Rubalcaba, pianist de jazz
- Nicolás Ruiz Espadero, pianist și compozitor
- Odlanier Solis, boxer
- José Carlos Somoza, scriitor spaniol;
- Alfredo Zayas Alfonso (1861 – 1934), al patrulea președinte al Cubei;
- Pastor Vega (1940 – 2005), regizor;
- Daína Chaviano (n. 1957), scriitoare;
- Dave Lombardo (n. 1965), muzician thrash metal;
- Mario Cimarro (n. 1971), actor;
- Ana de Armas (n. 1988), actriță.

## Orașe înfrățite
| - Ankara, Turcia - Barcelona, Spania - Beijing, China - Belgrad, Serbia - Constanța, România - Cuzco, Peru - Esfahān, Iran - Eskișehir, Turcia - Sintra, Portugalia - Gijón, Spania - Glasgow, UK - Istanbul, Turcia - Leon, Guanajuato, Mexic | - Madrid, Spania - Manila, Filipine - Minsk, Belarus - Mobile, SUA - Oaxaca, Mexico - Rotterdam, Olanda - Sankt Petersburg, Rusia - Santo Domingo, Republica Dominicană - São Paulo, Brazilia - Bogota, Columbia - Sevilla, Spania - Tehran, Iran - Tijuana, Mexic |

## Imagini

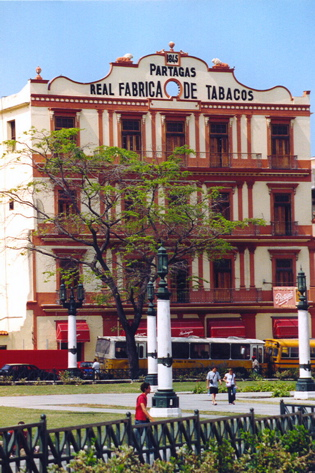
Fabrica de țigări în spatele Capitolului
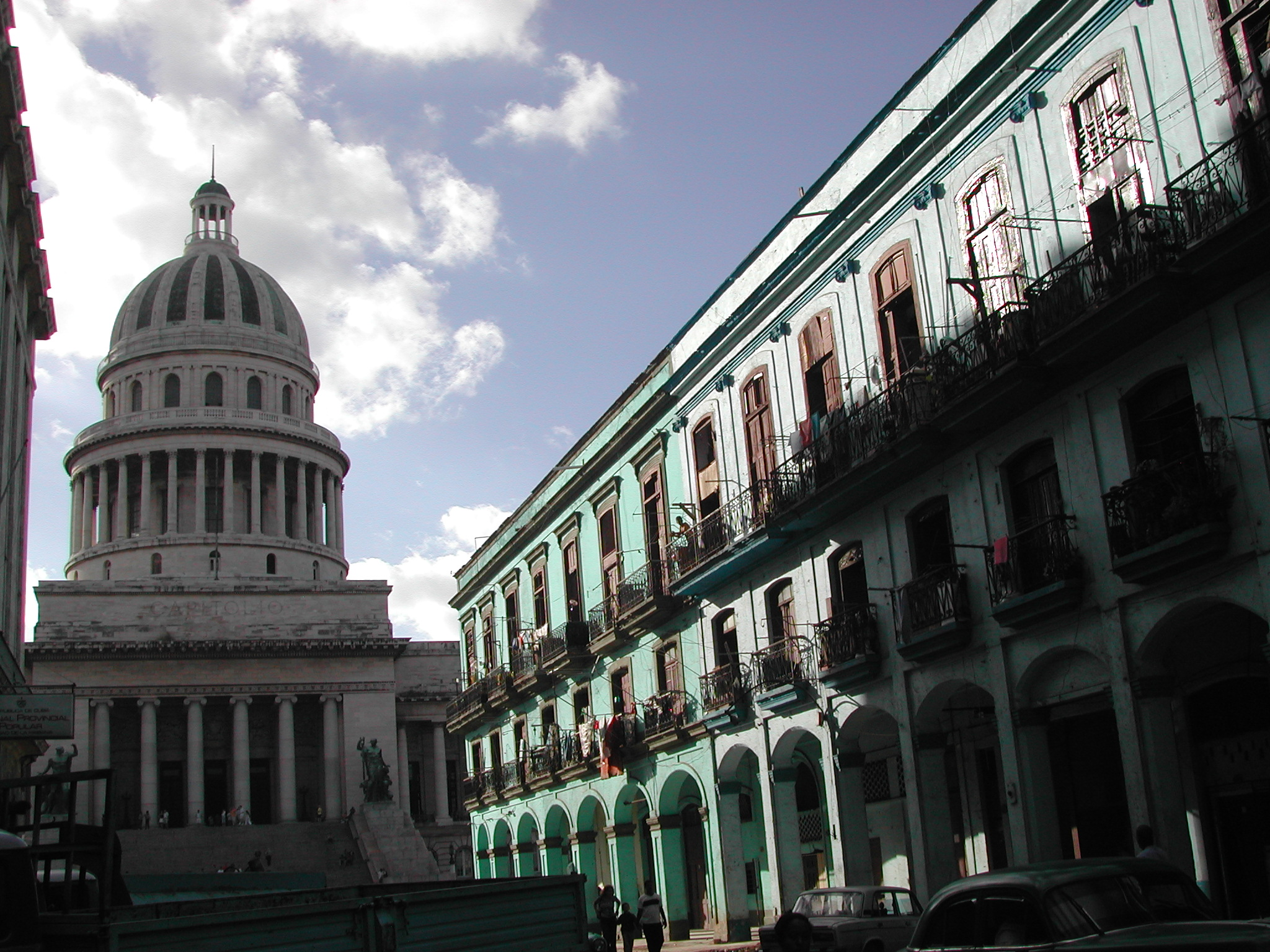
Capitolul
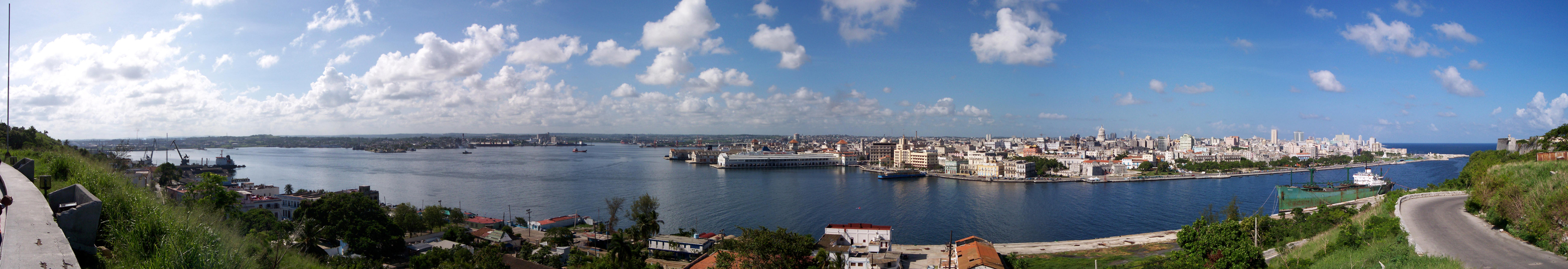
Panoramă
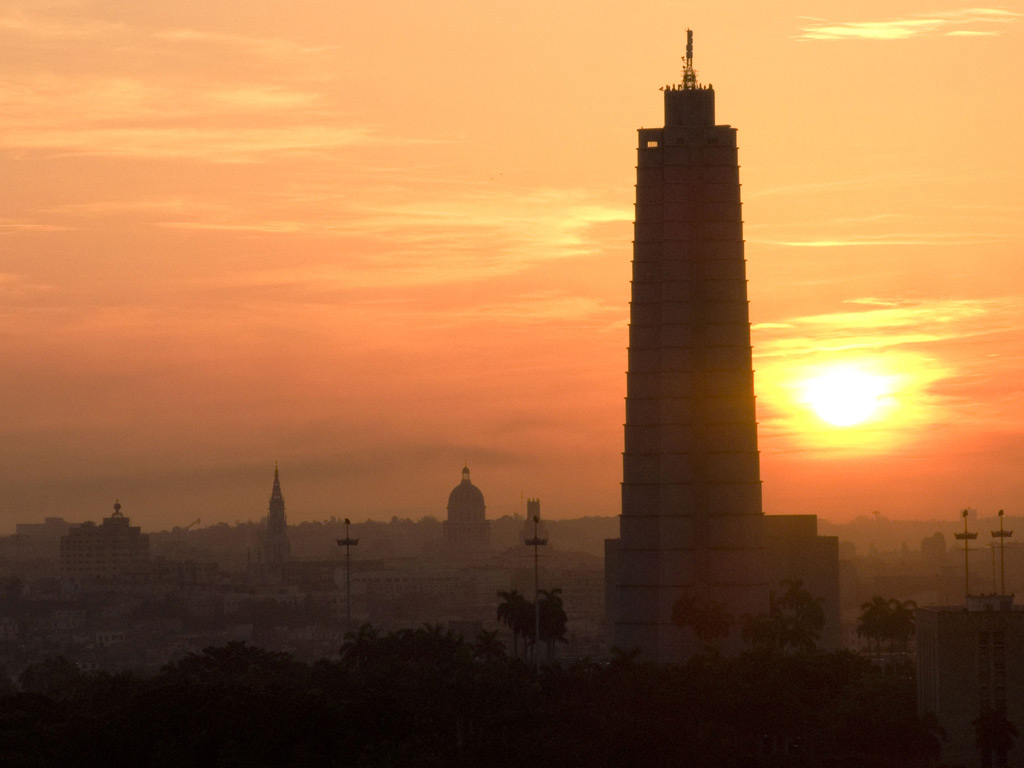
Răsărit de soare în Havana
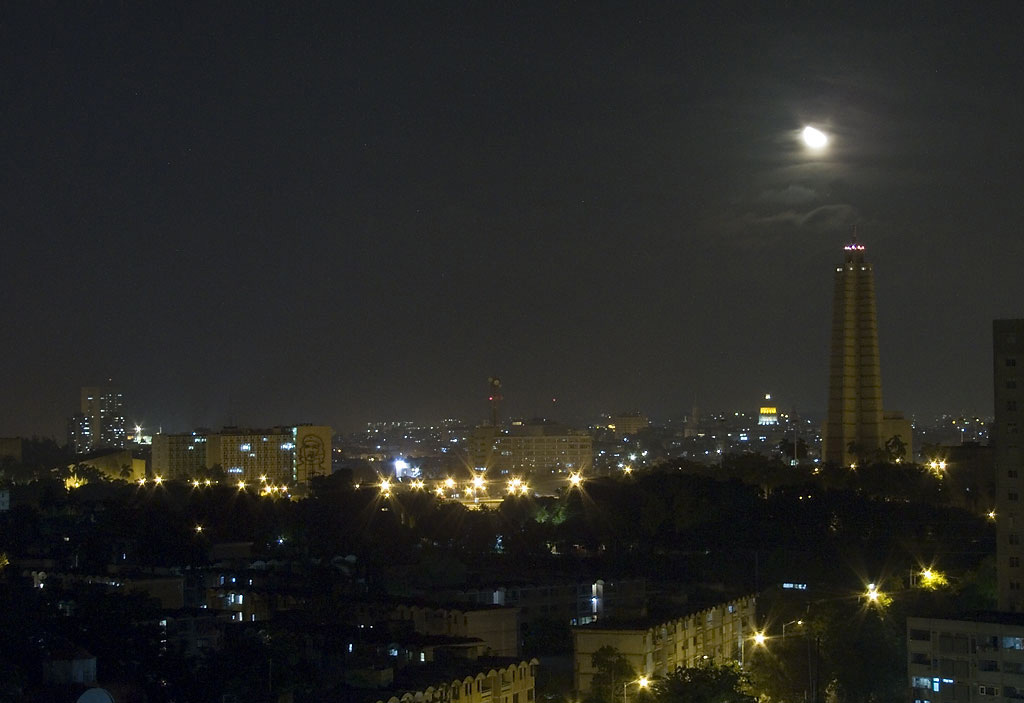
Noaptea în Havana